# Lista de prefeitos de Água Doce do Norte
Esta é a lista de prefeitos do município de Água Doce do Norte, estado brasileiro do Espírito Santo.
| Nº | Nome                                                                                  | Imagem                                           | Partido                                          | Início do mandato      | Fim do mandato                          | Observações                                                                                  |
| 1  | Otávio de Araújo (Barra de São Francisco, 1943–)                                      |                                                  | Partido da Frente Liberal PFL                    | 1° de janeiro de 1989  | 31 de dezembro de 1992                  | Prefeito eleito em sufrágio universal                                                        |
| 2  | Jeovah Coelho de Oliveira (Conselheiro Pena, 18.03.1940–)                             |                                                  | Partido Trabalhista Renovador PTR                | 1° de janeiro de 1993  | 31 de dezembro de 1996                  | Prefeito eleito em sufrágio universal                                                        |
| 3  | Wilson Elizeu Coelho (Mantena, 27.08.1972–)                                           |                                                  | Partido da Social Democracia Brasileira PSDB     | 1° de janeiro de 1997  | 31 de dezembro de 2000                  | Prefeito eleito em sufrágio universal                                                        |
| 4  | Jeovah Coelho de Oliveira (Conselheiro Pena, 18.03.1940–)                             |                                                  | Partido Socialista Brasileiro PSB                | 1° de janeiro de 2001  | 31 de dezembro de 2004                  | Prefeito eleito em sufrágio universal                                                        |
| 5  | Abraão Lincon Elizeu (Mantena, 15.07.1968–)                                           |                                                  | Partido Trabalhista do Brasil PTdoB              | 1° de janeiro de 2005  | 31 de dezembro de 2008                  | Prefeito eleito em sufrágio universal                                                        |
| 5  | Abraão Lincon Elizeu (Mantena, 15.07.1968–)                                           | Partido do Movimento Democrático Brasileiro PMDB | 1° de janeiro de 2009                            | 31 de dezembro de 2012 | Prefeito reeleito em sufrágio universal |                                                                                              |
| 6  | Adilson Silvério da Cunha Adilson da Saúde (Barra de São Francisco, 18.08.1980–)      |                                                  | Partido do Movimento Democrático Brasileiro PMDB | 1° de janeiro de 2013  | 7 de agosto de 2014                     | Prefeito eleito em sufrágio universal, posteriormente cassado juntamente com o vice-prefeito |
| —  | Jailton Soares Ribeiro (Ecoporanga, 27.11.1970–)                                      |                                                  | Partido do Movimento Democrático Brasileiro PMDB | 8 de agosto de 2014    | 31 de dezembro de 2014                  | Presidente da Câmara no cargo interinamente                                                  |
| 7  | Paulo Márcio Leite Ribeiro (Barra de São Francisco, 03.02.1970 –Colatina, 22.07.2020) |                                                  | Democratas DEM                                   | 1° de janeiro de 2015  | 31 de dezembro de 2016                  | Prefeito eleito em sufrágio suplementar, em eleição de 07.12.2014                            |
| 7  | Paulo Márcio Leite Ribeiro (Barra de São Francisco, 03.02.1970 –Colatina, 22.07.2020) | 1° de janeiro de 2017                            | Democratas DEM                                   | 22 de julho de 2020    | Prefeito reeleito em sufrágio universal |                                                                                              |
| 8  | Jacy Rodrigues da Costa, Jacy Donato (Barra de São Francisco, 12.04.1970–)            |                                                  | Partido Verde PV                                 | 23 de julho de 2020    | 31 de dezembro de 2020                  | Vice-prefeito que assumiu após a morte do titular                                            |
| 9  | Abraão Lincon Elizeu (Mantena, 15.07.1968–)                                           |                                                  | Partido Social Democrático PSD                   | 1° de janeiro de 2021  | 31 de dezembro de 2024                  | Prefeito eleito em sufrágio universal                                                        |
| 9  | Abraão Lincon Elizeu (Mantena, 15.07.1968–)                                           | Partido Socialista Brasileiro PSB                | 1° de janeiro de 2025                            | Atualidade             | Prefeito eleito em sufrágio universal   |                                                                                              |